# Kremser SC
Kremser SC é um clube de futebol austríaco, com sede em Krems an der Donau, atualmente disputa a Austrian 2.Landesliga. 

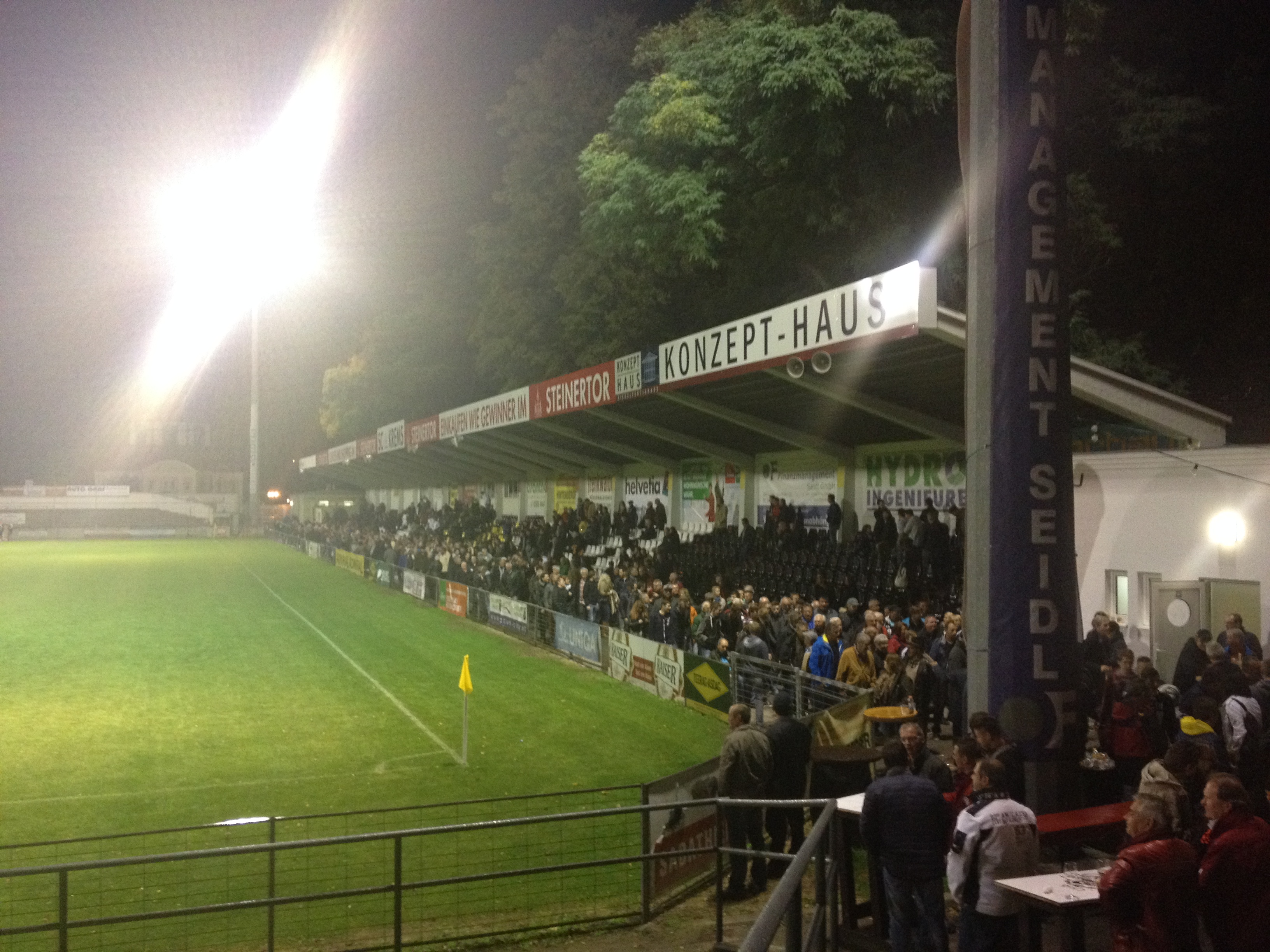
Haupttribüne Nord

## Títulos
- Copa da Áustria de Futebol: 1987-1988
- Erste Liga (2): 1987-1998. 1988-1989